# Kisrozvágy
Kisrozvágy es un pueblo ubicado en el distrito de Cigánd, condado de Borsod-Abaúj-Zemplén, Hungría.

## Superficie
Posee una superficie de 8,340 kilómetros cuadrados.

## Demografía
Hasta 2022 la población era de 208 habitantes, con una densidad de población de 24,94 habitantes por kilómetro cuadrado.